# Quyền LGBT ở Haiti
Quyền đồng tính nữ, đồng tính nam, song tính và chuyển giới ở Haiti có thể phải đối mặt với những thách thức xã hội và pháp lý mà những người không phải là LGBT không gặp phải. Tình dục đồng giới, không thương mại và đồng tính không phải là một hành vi phạm tội hình sự, nhưng người chuyển giới có thể bị phạt vì vi phạm luật về văn bản mơ hồ được viết rộng rãi.  Dư luận có xu hướng trái ngược với quyền LGBT, đó là lý do tại sao người LGBT không được bảo vệ khỏi sự phân biệt đối xử, không được đưa vào luật tội phạm thù hận và các hộ gia đình do các cặp đồng giới đứng đầu không có bất kỳ quyền hợp pháp nào được trao cho  kết hôn.

## Bảng tóm tắt
| Hoạt động tình dục đồng giới hợp pháp                                                                                       | Từ năm 1791       |
| Độ tuổi đồng ý | Yes               |
| Luật chống phân biệt đối xử trong việc làm                                                                                  | No                |
| Luật chống phân biệt đối xử trong việc cung cấp hàng hóa và dịch vụ                                                         | No                |
| Luật chống phân biệt đối xử trong tất cả các lĩnh vực khác (bao gồm phân biệt đối xử gián tiếp, ngôn từ kích động thù địch) | No                |
| Hôn nhân đồng giới | No                |
| Công nhận các cặp đồng giới                                                                                                 | No                |
| Con nuôi của các cặp vợ chồng đồng giới                                                                                     | No                |
| Con nuôi chung của các cặp đồng giới                                                                                        | No                |
| Người đồng tính nam và đồng tính nữ được phép phục vụ công khai trong quân đội                                              | Không có quân đội |
| Quyền thay đổi giới tính hợp pháp                                                                                           | No                |
| Truy cập IVF cho đồng tính nữ                                                                                               | No                |
| Mang thai hộ thương mại cho các cặp đồng tính nam                                                                           | No                |
| NQHN được phép hiến máu | No                |